# キム・フォーリー
キム・フォーリーこと、キム・ヴィンセント・フォーリー（Kim Vincent Fowley、1939年7月21日 – 2015年1月15日）は、アメリカのレコード・プロデューサー、ソングライター、ミュージシャンで、1960年代に斬新でカルト的なポップ・ロック・シングルを次々と世に送り出し、1970年代にはザ・ランナウェイズをマネージメントした。 彼は「ロックンロール史の中で最も色彩豊かな人物の一人」であり、「メインストリームから大きく外れた影のカルト的人物」とも評されている。

## 生誕
アメリカ合衆国カリフォルニア州ロサンゼルス生まれ。フォーリーは、性格俳優ダグラス・フォーリーーと女優シェルビー・ペインの息子である。後に両親は離婚し、ペインは作曲家ルドルフ・フリムルの息子ウィリアム・フリムルと結婚した。フォーリーは、歌手のジャン・ベリー、ディーン・トーレンス（後のジャン＆ディーン）、ブルース・ジョンストン（後のビーチ・ボーイズ）、ナンシー・シナトラ、俳優のライアン・オニール、ジェームズ・ブローリン、サンドラ・ディーらと同時期にユニバーシティー高校に通った。

## キャリア
1957年、彼はポリオで入院し、退院後、ジョンストン、ドラマーのサンディ・ネルソン、そして時にはフィル・スペクターも参加していた地元のバンド、スリープウォーカーズのマネージャー兼広報担当となった。軍隊にいた時期もあり、彼自身の証言によれば、1950年代後半にはロサンゼルスの風俗業界で働いていた。1959年、アラン・フリードとベリー・ゴーディのもとで、音楽業界でさまざまな仕事を始めた。プロデューサーとしての最初のレコードは、ジョンストン、ネルソン、ニック・ヴェネット、リチャード・ポドロールからなるグループ、レネゲイズの「Charge」だった。スキップ＆フリップ（スキップ・バッティンとゲイリー・S・パクストン）のデュオの11位のヒット "Cherry Pie "を含むレコードをプロモート。

### 1960年代
1960年代初頭、フォーリーは共同プロデューサー／共同パブリッシャーとして、ロサンゼルスで制作され成功を収めたレコードの数々に関わった。ゲイリー・S・パクストン（Gary S. Paxton）と共にレコーディングしたノベルティ・ソング「Alley Oop」は1960年のチャートで1位を獲得し、実在しないグループ、ハリウッド・アーガイルズ（Hollywood Argyles）の曲としてクレジットされた。1961年にはパクストンのアレンジによるインストゥルメンタル曲「Like, Long Hair」を共同プロデュースし、ポール・リヴィア・アンド・ザ・レイダーズの38位のヒットとなった。ロシアの作曲家ピョートル・チャイコフスキーが1892年に作曲したバレエ組曲『くるみ割り人形』の第二曲「行進曲」をB.バンブル＆ザ・スティンガーズのためにアレンジした「Nut Rocker」は1962年にイギリスで1位のヒットとなり、タレント・スカウトした「Papa-Oom-Mow-Mow」はリヴィントンズの48位のヒットとなった。翌年、彼は1963年にチャート3位を記録したザ・マーメイズの「Popsicles and Icicles」をプロデュースした。この曲は、当時セッション・ミュージシャンでソングライターだったデヴィッド・ゲイツが作曲したもので、彼はロサンゼルスでヒッチハイクをしていた時にフォーリーと知り合った。
1960年代半ば、フォーリーはシンガーのP.J.プロビーの広報／コンサルタントを務め、一時期イギリスのロンドンに移った。フォーリーは、キャット・スティーヴンスのファースト・シングル「I Love My Dog」のB面曲「Portobello Road」の作詞を手がけた。彼は、元ゼムのメンバーであるパットとジャッキーのマコーリー兄弟が率いるテムのスピンオフ・バンドをプロデュースした（彼らはイギリスではアザー・ゼムというバンド名しか使うことが許されなかったが、ヨーロッパ大陸ではゼムと名乗り、アルバム『Them Belfast Gypsies』とシングル「Let's Freak Out」をフリークス・オブ・ネイチャー名義でリリースした）； N'Betweensとして知られるスレイドの初期メンバー、ソフト・マシーン（彼は彼らの最初のシングル「Love Makes Sweet Music」をプロデュースした）、そして若きリッチー・ブラックモアをフィーチャーしたインストゥルメンタル・ロック・グループ、ランカスターズ。彼は新進気鋭のバンドのファリナスと仕事をし、彼らを『ファミリー』と改名した。
1967年頃、フォーリーはロンドンでザ・シーカーズのギタリスト／アレンジャーのキース・ポトガーとコラボレーションした。彼らは一緒に（ポトガーはジョン・マーティンという名前で作曲していた）"Emerald City "の歌詞を書いた。ポトガーは、この曲は元々シーカーズのシングル曲とはかなり違っており、グループに提出する前にアレンジをかなり "シーカー化 "したと語っている。この曲は、ベートーヴェンの交響曲第9番（「コラール」）の「歓喜の歌」のテーマに基づいている。
フォーリーは1960年代にレコーディング・アーティストとして活動し、『Love Is Alive and Well』などのアルバムを発表した。1965年には、サイケデリックな体験を歌った「The Trip」を書き、プロデュースした。1966年、ゲイル・スロートマンと"Bunny and Bear"としてスポークン・ワード・シングルを録音。このレコードはソニー&シェールを風刺している。
1966年、マザーズ・オブ・インヴェンションのファースト・アルバム『フリーク・アウト!』の「ヘルプ、アイム・ア・ロック」で「ハイポフォン」（hypophone）を担当。リーダーのフランク・ザッパは後にこのことについて尋ねられ、「ハイポフォンは彼の口なんだ」と答えた。レコーディング・アーティストとしてのフォーリーの他のシングルには、1968年の人気アルバム『Outrageous』に収録された「Animal Man」がある。1970年以降のソロ・アーティストとしての彼の作品は、リイシューやブートレグの両方でカルト・アイテムとなっている。
1968年、カリフォルニア州トパンガ・キャニオンの若手バンド、セント・ジョン・グリーンと手を組み、歌、音楽のサウンドトラック、コメディ、暗い詩を含む唯一のアルバムを制作した。バンドメンバーは以下の通り： エド・ビソット（ベース）、ビル・カークランド（ギター）、ヴィック・サビノ（ヴォーカル、ハーモニカ、パーカッション）、マイケル'パパバックス'バクスター（キーボード、アレンジャー）、シェリー・スコット（ドラムス）。アルバムのエンジニアはマイケル・ロイド。フォーリーは後に、このアルバムは「失われた偉大なレコードのひとつ」だと主張している。「素晴らしいレコードだ。私が作ったレコードで素晴らしいものはほんの一握りしかない」と発言している。このアルバムはMGMのフリック・ディスク・レーベルからリリースされたが、その後すぐにグループは解散した。
1969年9月13日、フォーリーがMCを務めたトロント・ロックンロール・リバイバルに、プラスティック・オノ・バンドが土壇場で出演することになったのは、プロモーターのジョン・ブラウワーがジョン・レノンに声をかけたことがきっかけだったと言われている。このイベントでフォーリーは、緊張していたジョン・レノンをステージに迎えるため、観客にマッチやライターの火をつけるよう呼びかけた。
1969年、フォーリーはジーン・ヴィンセントのためにアルバム『I'm Back and I'm Proud』をプロデュース。ウォーレン・ジヴォンのファースト・ソロ・アルバム『Wanted Dead or Alive』では共同作曲を担当。1970年代初めには、友人のスキップ・バッティンがベーシストとして在籍していたザ・バーズの3作のアルバムに収録された「The Hungry Planet」、「You All Look Alike」、「Tunnel of Love」、「Citizen Kane」、「Absolute Happiness」、「Precious Kate」、「America's Great National Pastime」をバッティンと共作した。「アメリカズ・グレート・ナショナル・パスタイム」は1971年末にシングルとしてリリースされた。1974年にバッティンがニュー・ライダーズ・オブ・ザ・パープル・セイジに移籍すると、フォーリーはニュー・ライダーズのために「On the Amazon」、「Big Wheels」、「Singing Cowboy」、「Neon Rose」、「Strangers on a Train」の5曲をバッティンと共作した。

### 1970年代
1973年、フォーリーは映画『アメリカン・グラフィティ』（1973年）のためにフラッシュ・キャディラック＆ザ・コンチネンタル・キッズの3曲をプロデュース。これらの曲は「At the Hop」、「Louie Louie」、「She's So Fine」だった。キッス、ヘレン・レディ、アリス・クーパー、レオン・ラッセル、クリス・クリストファーソンと共作。ジョナサン・リッチマンとモダン・ラヴァーズとのレコーディングは、最終的に1981年に『オリジナル・モダン・ラヴァーズ』としてリリースされた。フォーリーの楽曲はアルバム『The Modern Lovers』のオリジナル・バージョンには収録されていないが、後のCDリイシューには収録されている。
1974年、フォーリーは地元のファンジン『Who Put the Bomp』に女性パフォーマーを募集する広告を出した。彼は、自分がプロデュースし、自分の曲を演奏する女性だけのグループを結成したいと考えていたが、誰もその広告に反応しなかった。1975年、彼は10代のギタリスト、ジョーン・ジェットに出会い、女性だけのバンド結成に興味を示した。それから2週間も経たないうちに、彼はカリフォルニア州ハリウッドのレインボー・バー＆グリルの外で自己紹介をした15歳のドラマー、サンディ・ウェストに出会った。ウェストはフォーリーに、男性だけのグループで演奏した後、女性だけのバンドを結成したいという願望を語った。この出会いがきっかけとなり、フォーリーはウェストにジェットの電話番号を教えた。二人は出会い、翌週からウェストの自宅で一緒に演奏し始めた。しばらくしてフォーリーは、リタ・フォード、シェリー・カーリー、ジャッキー・フォックスを加入させた。彼女らは最終的にザ・ランナウェイズとなった。彼は彼女らのアルバムの一部をプロデュースし、楽曲に歌詞を提供することもあったが、バンドは主に自分たちの音楽制作に責任を負っていた。グループは1977年にフォーリーとの関係を断ち切った。
1976年、キッスのアルバム『地獄の軍団』に収録された 「暗黒の帝王」と「ドゥ・ユー・ラヴ・ミー」をポール・スタンレーとプロデューサーのボブ・エズリンと共作した。
1978年、フォーリーはザ・ランナウェイズの最後のベーシスト、ローリー・マカリスターとサンディ・フューリーと、同じく女性だけのロックバンド、オーキッズを結成、リズム・ギターとヴォーカルを担当する13歳の天才ロック・プレイヤーである。
1979年、フォーリーはトミー・ロック、ポプシクルズ、オーキッズといった新しいアーティストと契約。フォーリーはこれらのバンドをフィーチャーした "キム・フォーリー・ナイト "をウィスキー・ア・ゴーゴーで開催した。フォーリーは、スティヴ・ベーターズ＆ザ・デッド・ボーイズ、ポプシクルズ、オーキッズをハリウッドにあるレオン・ラッセルのチェロキー・レコーディング・スタジオに招き、「LA, LA (I'm on a Hollywood High)」をレコーディングした。

### 1980年代
1980年代、フォーリーはオーストラリアに移り住み、「新しいビートルズかABBAを探している」と宣言した。彼が探し当てたのは、まだEMIとレコーディング契約を結んでいたパワー・ポップ・バンド、ビートーヴェンだった。バンド名をイノセンツに変えた彼は、トラファルガー・レコードと新たにレコード契約を結び、彼らのために数曲をプロデュースした。彼らもまた、後のブートレッグ／リイシューでカルト・バンドとなった。フォーリーは、ギルビー・クラークとカイル・ヴィンセントをフィーチャーした象徴的なパワー・ポップ・バンド、キャンディの最初のデモをプロデュースした。ヴィンセントはフォーリーの個人アシスタントだった。プロデューサーのフォーリーと弁護士のデヴィッド・チャットフィールドは、ハリウッドのラスク・スタジオでスティール・ブリーズのファースト・アルバムをレコーディングし、スティール・ブリーズにRCAとのレコーディング契約をもたらした。1983年3月12日放送の『アメリカン・トップ40』でケイシー・ケイセムは、地元ハリウッドのナイトクラブ、マダム・ウォンズが廃棄しようとしていた約1200本のデモテープを調べていた時に、フォーリーがスティール・ブリーズを発見したと語っている。"You Don't Want Me Anymore "は、バンドのセルフ・タイトル・アルバムからのファースト・シングルで、初期のMTVのお気に入りだったビデオに支えられ、すぐにビルボード・ホット100のトップ20に飛び込み、最高位は16位だった。次のシングル「Dreamin' Is Easy」もトップ40入りした。
1984年、フォーリーはまだ "ランナウェイズ "という名前の権利を持っていたため、ニュージーランド出身の無名のティーンエイジャー、ゲイル・ウェルチを中心にイメージを再構築した。デニス・プライヤー、ミッシー・ボニーラ（当時CBSレコードのデニー・ディアンテのタイピスト）、キャシー・ディアンバー（キャサリン・ドンブロウスキー）を加え、キーボードにデヴィッド・カー、シカゴのギタリスト、ビル・ミレイ、そして多数のセッション・ミュージシャンを迎えた。フォーリーは、ニュージーランド人のグレン・ホランドに助けられ、ソロ・キャリアで大きな成功を収めた元ランナウェイズのメンバーの名声にあやかろうとした。1985年、彼はアメリカに戻り、イノセンツのデヴィッド・ミンチンとさらに曲をレコーディングした。
1986年、フォーリーはシャンハイというバンド（シンボル・シックスのエリック・リーチとタズ・ラッド、ファスター・プッシーキャットのブレント・マスカット、パトリック・ムジンゴ、デクライのトッド・マスカットからなる）をトルバドールで見つけた。彼らのパフォーマンスを見た後、彼は 「レコードを作る準備はできているか？！」と尋ねた。彼らはすぐにフォーリーの家に移り住み、曲作りとレコーディングを始めた。アリス・クーパーの元ロード・マネージャーであり、ジョージ・クリントンとパーラメント・ファンカデリックのエージェントであったデヴィッド・リバートが、日々のマネージメントをするために雇われた。シャンハイは1986年4月、ガンズ・アンド・ローゼズとファスター・プッシーキャットと共にウィスキー・ア・ゴーゴーのリニューアル・オープンに出演した。彼らの最後のライヴは1987年のロサンゼルスのスクリームだった。

### 2000年代
フォーリーは、ディスクジョッキー、ロドニー・ビンゲンハイマーについての2003年のドキュメンタリー映画『Mayor of the Sunset Strip』に登場している。
03年には、フォーリーはイギリスのロンドンを再訪し、ポートベロー・ロードにあるイントキシカ・レコードの店頭に立ち、当時ノース・ロンドンのボストン・ミュージック・ルームを拠点としていたダーティ・ウォーター・クラブで、音楽とエンターテインメントの夕べをキュレーションし、演奏した。
フォーリーは『サンセット・ストリップの市長』のDVDリリース後、実験映像作家となった。彼の脚本・監督作品には以下のものがある： Black Room Doom』、『Dollboy: The Movie』、『Satan of Silverlake』、『The Golden Road to Nowhere』、『Frankenstein Goes Surfing』、『Trailer Park's On Fire』、『Jukebox California』など。これらの映画のビデオクリップやシーンはYouTubeやMyspaceで見ることができ、Fabulous Miss Wendy、Giddle Partridge、Richard Rogers (Crazy White Man)、Clown Porn Queen Hollie Stevensなど、ミュージカル界の奇才を含む常連キャストが出演している。
フォーリーは2004年、WEED/Innerstate Recordsから21曲入りのソロアルバム『Adventures in Dreamland』をリリース。このアルバムには、"Mayor of the Sunset Strip"、"Terrors in Tinseltown"、"Ballad of Phil Spector "が収録されている。
2008年、フォーリーはロサンゼルスのハリー・フーディーニの邸宅でシェリー・カーリーと再会した。2007年6月から2009年2月にかけて、ヴォーカルの彼とギターのリチャード・ロジャースによるデュオ、クレイジー・ホワイト・マンとして30数回のライブを行った。クレイジー・ホワイト・マンのショーの大半は2008年に行われ、ギジェットのハリウッド・フォーエヴァー追悼のための資金を集めた「トリビュート・トゥ・ギジェット・ゲイン」も含まれる。
キャピトルは彼の作品をいくつか再発売し、ガイ・リッチー監督は2008年の映画『RocknRolla』で彼の曲「The Trip」を使用した。フォーリーはシリウス・サテライト・ラジオで土曜日と日曜日に4時間の番組を定期的に放送していた。
カーーリーはランナウェイズ時代の回顧録を書き、それが映画『ランナウェイズ』となって2010年3月19日に公開された。この映画には、フォーリー役のマイケル・シャノンと、ジェット役のクリステン・スチュワート、カーリー役のダコタ・ファニングが出演した。
2012年、フォーリーは2つの長編プロジェクト『Golden Road to Nowhere』と『Black Room Doom』で第13回メルボルン・アンダーグラウンド映画祭審査員特別賞を受賞。

### 2010年代
晩年、フォーリーは自伝の執筆と出版に取り組み、3冊の本に分けた。自伝の第1巻『Lord of Garbage』（キックス・ブックス刊）を2012年に発表。この本は1939年から1969年までをカバーし、彼の幼少期と音楽ビジネスの始まりの頃を描いている。自伝の第2巻は『Planet Pain』というタイトルで1970年から1994年までをカバーする予定だった。最終巻は死の床で完成させ、死後に発表する予定だった、フォーリーは末期がんだった。2014年9月24日、フォーリーは長年の恋人で音楽会社役員のカーラ・ライト＝フォーリーとロサンゼルスで非公開の結婚式を挙げた。

## 死去
フォーリーは2015年1月15日、カリフォルニア州ハリウッドで膀胱がんのため死去、享年75歳。ハリウッド・フォーエバー墓地に埋葬された。

## 性的暴行疑惑
2001年のインタビューで、バングルズのマイケル・スティールは、フォーリーが彼の性的誘惑を断ったために彼女をランナウェイズから解雇したと主張した。
フォーリーの死から6ヵ月後の2015年7月、ジャッキー・フックス（ザ・ランナウェイズでジャッキー・フォックスという芸名で活動していた）は、フォーリーがバンドに参加していた1975年の大晦日のパーティー中にレイプされたと主張した。フォックスはまた、ジョーン・ジェットとシェリー・カーリーがレイプを目撃したと主張した。ジェットもカリーも目撃を否定しているが、ソングライターのカリ・クロームや仲裁に入らなかった他の傍観者が証言している。ロック音楽業界における性的虐待についてのドキュメンタリー『ルック・アウェイ』はフックスの話を取り上げている。
2023年、カリ・クロームは、フォーリーが14歳か15歳のときに性的暴行を繰り返したと主張し、フォーリーの遺産を相手取って訴訟を起こした。

## ディスコグラフィー（抜粋）
| Solo work - 1967 Love Is Alive and Well - 1968 Born to Be Wild - 1968 Outrageous - 1969 Good Clean Fun - 1970 The Day the Earth Stood Still - 1972 I'm Bad - 1973 International Heroes - 1974 Automatic - 1975 Animal God of the Streets - 1978 Living in the Streets - 1978 Sunset Boulevard - 1979 Snake Document Masquerade - 1981 Son of Frankenstein - 1984 Frankenstein and the All-Star Monster Band - 1993 White Negroes in Deutschland - 1994 Hotel Insomnia - 1995 Bad News From The Underworld - 1995 Mondo Hollywood - 1995 Kings of Saturday Night (with Ben Vaughn) - 1995 Let the Madness In - 1996 Worm Culture - 1997 Michigan Babylon - 1997 Hidden Agenda at the 13th Note (with BMX Bandits) - 1998 The Trip of a Lifetime - 1999 Sex, Cars and God - 2003 Fantasy World - 2004 Strange Plantations - 2004 Adventures in Dreamland - 2013 Wildfire – The Complete Imperial Recordings 1968–69 | Producer or writer - 1959 The Renegades: "Charge b/w Geronimo" - 1960 The Hollywood Argyles: "Alley Oop" - 1961 Paul Revere and the Raiders: "Like Long Hair" - 1962 B. Bumble and the Stingers: "Nut Rocker" - 1963 The Murmaids: "Popsicles and Icicles" - 1964 The Hellions (featuring Dave Mason & Jim Capaldi) - 1965 Kim Fowley – "The Trip" - 1966 Kim Fowley: "They're Coming to Take Me Away Ha-Haaa!" - 1967 Elf Stone: "Louisiana Teardrops" - 1967 The Fire Escape: Psychotic Reaction - 1967 Soft Machine: "Feelin' Reelin Squeelin" (B-side of "Love Makes Sweet Music") - 1967 The Seekers: "Emerald City" - 1968 The Seeds: "Falling Off the Edge of My Mind" b/w Wild Blood - 1968 St John Green - album - 1969 Gene Vincent: I'm Back and I'm Proud! - 1970 Wigwam: Tombstone Valentine - 1971 Scorpion (Swedish Band) – Album - 1972 The Modern Lovers: Some tracks included on 1981 album The Original Modern Lovers and on later CD reissues of The Modern Lovers - 1973 American Graffiti Soundtrack – At the Hop, Louie Louie, & She's So Fine - 1974 Wide World of Entertainment (ABC) – Music for Desi Arnaz, Jr. Special - 1975 ブルー・チアー: "America Nights" and "Fighting Star" - 1975 アリス・クーパー – Welcome to My Nightmare: "Escape" - 1976 キッス - Destroyer: "King of the Night Time World" and "Do You Love Me?" - 1976 The Runaways: The Runaways - 1977 The Runaways: Queens of Noise - 1977 The Runaways: Waitin' for the Night - 1977 Helen Reddy: Ear Candy - 1977 The Quick: Mondo Deco - 1977 Vicky Leandros: Vicky Leandros - 1977 Venus and the Razorblades: Songs from the Sunshine Jungle - 1978 Dyan Diamond: In the Dark - 1979 Vampires from Album Space: Album - 1980 The Orchids: The Orchids - 1981 Jon and the Nightriders California Fun (single - producer) - 1981 Hollywood Confidential: Compilation (LP) and iTunes - 1982 Steel Breeze: Steel Breeze - 1986 London (band): Don't Cry Wolf (LP - producer) - 1986 Child'ƨ Play: Ruff House [EP] - 1987 Agent X – Rock n Roll Angels (Demon Doll Records) - 1988 Leather Nun: International Heroes - 1996 Blowtorch - Automotivation (producer) - 1999 Underground Animal: Compilation (LP and CD) Dionysus Records/Bacchus Archives - 2003 Impossible but True – The Kim Fowley Story: Various artists (Ace Records) - 2009 Kim Fowley – "Another Man's Gold"; "Lost Treasures from the Vaults 1959–69 Volume Two" - 2011 – Next Year Fails : "Timaras Bitchn" - 2011 With John York: "West Coast Revelation" (GRA Records) - 2012 The Fabulous Miss Wendy: "No One Can Stop Me" - 2014 Ariel Pink: pom pom |